# サッカーウクライナ女子代表
サッカーウクライナ女子代表（サッカーウクライナじょしだいひょう）は、ウクライナサッカー連盟（ウクライナ語: Федерація Футболу України、略称：FFU）によって編成されるウクライナの女子サッカーナショナルチームである。欧州サッカー連盟（UEFA）に所属している。1993年に代表チームが結成された。ヨーロッパの女子サッカー大陸選手権であるUEFA欧州女子選手権にはフィンランドで行われた2009年大会で本戦初出場を果たしている。
女子ワールドカップ、オリンピックともに出場はない。
チェルニーヒウにあるユーリイ・ガガーリン・スタジアムをホームスタジアムとしている。

## ワールドカップの成績
（代表結成後のみ）
- 1995 - 予選敗退
- 1999 - 予選敗退
- 2003 - 予選敗退
- 2007 - 予選敗退
- 2011 - 予選敗退
- 2015 - 予選敗退
- 2019 - 予選敗退
- 2023 - 予選敗退

## オリンピックの成績
- 1996 - 予選敗退
- 2000 - 予選敗退
- 2004 - 予選敗退
- 2008 - 予選敗退
- 2012 - 予選敗退
- 2016 - 予選敗退
- 2020 - 予選敗退

## UEFA欧州女子選手権の成績
（代表結成後のみ）
- 1995 - 予選敗退
- 1997 - 予選敗退
- 2001 - 予選敗退
- 2005 - 予選敗退
- 2009 - グループリーグ敗退
- 2013 - 予選敗退
- 2017 - 予選敗退

## FIFAランキング
- 最新順位 - 35位(2024年8月)
- 初登場 - 18位(2003年7月)
- 最高順位 - 16位(2009年6月)
- 最低順位 - 35位(2024年8月)

出典: FIFA Women's Ranking

## 歴代代表選手
- ナターリア・ズィンチェンコ（英語版） 1995-2010
- イリーナ・ズヴァリチュ（英語版） 2000-

## 歴代監督
- ロビノフ・カチュカロフ  ??-??
- ミコラ・リトヴィン ??-2003
- ヴォロディミル・クライェル 2004–2006
- アナトリー・クツェフ[4] 2007-